# Arrasi első világháborús emlékmű
A Franciaországban található arrasi első világháborús emlékmű (Arras Memorial) a város nyugati részén, a Faubourg d'Amiens-temetőben található. Az emlékművet Edwin Lutyens brit építész tervezte, a szobrokat Sir William Reid Dick készítette.

## Az emlékhely
A területen egykor álló francia katonai temető helyén épült meg az arrasi első világháborús emlékmű, valamint a városban állomásozó légierő emlékhelye. Az arrasi emlékmű annak a 34 749 brit, dél-afrikai és új-zélandi katonának állít emléket, aki a város környékén folyó harcokban esett el 1916 tavasza és 1918. augusztus 7. között, és jeltelen sírban nyugszik. A legsúlyosabb harcok 1917. április-májusban, valamint az 1918. tavaszi nagy német offenzíva alatt voltak.
Az ezekben a harcokban elesett és eltűnt kanadai és ausztrál katonák előtt a Vimyben és a Villers-Bretonneux-ban található emlékhelyek tisztelegnek. Külön emlékműve van azoknak, akik a cambrai-i csata során vesztették életüket. A központi emlékművet, amely az egyik oldalán nyitott, oszlopos folyosó a halottak felvésett nevével, Lord Trenchard, a brit légierő parancsnoka leplezte le 1932. július 31-én.
A légierő emlékműve (Arras Flying Services Memorial) a Brit Királyi Haditengerészet Légi Szolgálata, a Királyi Repülőhadtest és a Brit Királyi Légierő csaknem ezer pilótájára, katonájára emlékezik, akik a nyugati fronton haltak meg, és ismeretlen helyen nyugszanak. Az emlékmű egy vaskos kőoszlop, tetején földgömbbel.
2023 óta az első világháború temetői és emlékhelyei részeként a világörökséghez tartozik.